# Parigi-Camembert 2015
La Parigi-Camembert 2015, settantaseiesima edizione della corsa e valida come evento del circuito UCI Europe Tour 2015 categoria 1.1, valida inoltre come quinta prova della Coppa di Francia, fu disputata il 5 aprile 2015, per un percorso totale di 195 km. Fu vinta dal francese Julien Loubet, al traguardo con il tempo di 4h51'46" alla media di 40,101 km/h.
Al traguardo 105 ciclisti portarono a termine la gara.

## Squadre e corridori partecipanti
| N.    | Cod. | Squadra                      |
| ----- | ---- | ---------------------------- |
| 1-7   | EUC  | Team Europcar                |
| 11-17 | RLM  | Roubaix-Lille Metropole      |
| 21-27 | BSE  | Bretagne-Séché Environnement |
| 31-37 | CLT  | Cult Energy Pro Cycling      |
| 41-47 | FDJ  | FDJ                          |
| 51-57 | UHC  | UnitedHealthcare             |
| 61-67 | M13  | Marseille 13 KTM             |
| 71-75 | ALM  | AG2R La Mondiale             |
| 81-87 | COF  | Cofidis, Solutions Credits   |

| N.      | Cod. | Squadra                     |
| ------- | ---- | --------------------------- |
| 92-96   | AND  | Androni Giocattoli-Sidermec |
| 101-107 | WBC  | Wallonie-Bruxelles          |
| 111-117 | MTN  | MTN-Qhubeka                 |
| 121-127 | TSV  | Topsport Vlaanderen-Baloise |
| 131-137 | AUB  | Auber 93                    |
| 141-147 | VBG  | Vorarlberg                  |
| 151-156 | COL  | Colombia                    |
| 161-167 | ADT  | Armée de Terre              |

## Classifiche finali

### Ordine d'arrivo (Top 10)
| Pos. | Corridore           | Squadra            | Tempo    |
| ---- | ------------------- | ------------------ | -------- |
| 1    | Julien Loubet       | Marseille 13 KTM   | 4h51'46" |
| 2    | Pierrick Fédrigo    | Bretagne           | s.t.     |
| 3    | Samuel Dumoulin     | AG2R               | a 9"     |
| 4    | Kévin Ledanois      | Bretagne           | s.t.     |
| 5    | Yukiya Arashiro     | Europcar           | s.t.     |
| 6    | Maxime Renault      | Auber 93           | s.t.     |
| 7    | Kristian Sbaragli   | MTN                | s.t.     |
| 8    | Anthony Geslin      | FDJ                | s.t.     |
| 9    | Sébastien Delfosse  | Wallonie-Bruxelles | s.t.     |
| 10   | Evaldas Šiškevičius | Marseille 13 KTM   | s.t.     |

### Classifica scalatori
| Pos. | Corridore                 | Squadra     | Punti |
| ---- | ------------------------- | ----------- | ----- |
| 1    | Nicolas Baldo             | Vorarlberg  | 35    |
| 2    | Michael Carbel Svendgaard | Cult Energy | 31    |
| 3    | Pierrick Fédrigo          | Bretagne    | 15    |